# (29924) 1999 JN28
A (29924) 1999 JN28 a Naprendszer kisbolygóövében található aszteroida. A LINEAR projekt keretében fedezték fel 1999. május 10-én.